# Poiana Ruscă-bjergene
Poiana Ruscă-bjergene er en bjergkæde i Vestkarpaterne i Karpaterne i det vestlige Rumænien. Bjergene ligger nogenlunde syd for Mureș-floden, nordøst for Timiș-floden og vest for floden Strei. Floden Bega har sit udspring i disse bjerge. De nærmeste store byer er Lugoj, Hunedoara og Caransebeș .
Poiana Ruscă-bjergene dækker et område på omkring 2.640 km2 , med middelhøjder fra 700 til 1.000 moh. Den højeste top er Padeș, på 1.382 moh.

## Minedrift
Bjergene indeholder ressourcer som magnetit, jern, thorium og bly, og er som sådan hjemsted for mange miner. I det nittende århundrede var  der også centre for guld-, sølv- og saltminedrift og -produktion i bjergene. Efter 1990 blev nogle miner dog lukket og andre forladt, hvilket efterlod affaldsmalm og radioaktive miner ubeskyttede i bjergkæden.

## Inddelinger af bjergene
- Poiana Ruscă (bogstaveligt talt: Ruscă Enge)
- Lipova Plateau (Podișul Lipovei)
- Bega-Timiș Groove (Culoarul Bega-Timiș)
- Orăștie Groove (Culoarul Orăștiei ), herunder Hațeg-depressionen (Depresiunea Hațegului)